# Acid sucinic
Axít succinic là một hợp chất hóa học với công thức tổng quát C4H6O4 và công thức cấu tạo HOOC-CH2-CH2-COOH. Nó là một axít dicarboxylic (axit hữu cơ no 2 chức).

## Tính chất hóa học
Tính axit của axit succinic mạnh hơn axit axetic vì có tới 2 nhóm carboxyl nên tăng tính axit.
- Làm đổi màu chất chỉ thị:

Axit succinic làm quỳ tím đổi màu đỏ nhạt.
- Tác dụng với kim loại, oxit base, base tương tự như các axit vô cơ:

Axit succinic có các phản ứng này nhưng chậm hơn:
HOOC-CH2-CH2-COOH + 2Na --> NaOOC-CH2-CH2-COONa + H2
HOOC-CH2-CH2-COOH + 2NaOH --> NaOOC-CH2-CH2-COONa +
H2O
HOOC-CH2-CH2-COOH + Na2O --> NaOOC-CH2-CH2-COONa + H2O.
- Phản ứng este hóa:

HOOC-CH2-CH2-COOH + C2H5OH --> C2H5OOC-CH2-CH2-COOC2H5

## Ứng dụng
Axit succinic là thành phần chính của thuốc giải rượu RU-21.Nó giúp cơ thể đào thải và chuyển hóa rượu thành cacbonic và nước, tránh quá trình chuyển hóa thành andehit gây say rượu.

## Điều chế
HOOC-CH=CH-COOH + H2 --> HOOC-CH2-CH2-COOH